# Adaware
Adaware était un logiciel antivirus développé par Adaware Ltd, filiale de Avanquest qui détecte et supprime les virus, les logiciels considérés comme des publiciels (sa vocation première) et des logiciels espion (spyware, malware). Il détecte également les composeurs, les chevaux de Troie et les autres logiciels malveillants.
À l'été 2023, Adaware Antivirus est abandonné au profit d'un nouveau logiciel, Adaware Privacy.

## Présentation
Il existe une version freeware Ad-Aware 2010 Free, et trois versions en partagiciel : Ad-Aware 2010 Plus, Ad-Aware 2010 Pro et Ad-Aware Total Security
La principale différence entre la version gratuite et les versions Plus, Pro et Total Security est que ces dernières incluent une vérification du système en temps-réel. La vérification en temps-réel permet d'être protégé en permanence au cours de la navigation sur le Web, sans avoir besoin de lancer manuellement la vérification comme dans la version gratuite.

## Évolutions du logiciel
En 2007 ce logiciel était commercialisé par Wanadoo sous le nom Securitoo.
La version 2010, sortie en mars de la même année, laisse apparaître une nouveauté majeure : le logiciel est désormais un programme anti-virus en complément des fonctionnalités déjà existantes (anti-logiciels espion, etc).